# Hella Brock
Hella Maria Brock (geb. Siegmund-Schultze, * 3. Oktober 1919 in Schweinitz (Elster); † 30. November 2020 in Dippoldiswalde) war eine deutsche Musikpädagogin, Musikwissenschaftlerin und Edvard-Grieg-Forscherin.

## Leben
Die Tochter des Juristen und Bürgermeisters von Schweinitz, Hans Siegmund-Schultze, und dessen Ehefrau, der Lehrerin Ida geb. Böhme, besuchte die Volksschulen in Magdeburg (1926–1928) und Liegnitz (1928–1934) und von 1934 bis 1939 das Lyzeum in Liegnitz, wo sie 1939 das Abitur ablegte. Anschließend wurde sie zum Reichsarbeitsdienst herangezogen. Von 1940 bis 1942 studierte sie Musikwissenschaft, Klavier und Anglistik an der Schlesischen Friedrich-Wilhelms-Universität zu Breslau, von 1942 bis 1944 an der Universität Wien und der Wiener Musikakademie, wo sie im März 1944 das Staatsexamen für das Lehramt an höheren Schulen in den musikwissenschaftlichen und musikalisch praktischen Fächern ablegte. Anschließend setzte sie bis zur kriegsbedingten Evakuierung 1945 in Breslau das Studium der Anglistik fort.
Nach Flucht und Vertreibung übersiedelte sie im Februar 1945 nach Wegeleben. An der Martin-Luther-Universität Halle-Wittenberg legte sie im März 1945 extern das Staatsexamen in Anglistik für das Lehramt an höheren Schulen sowie im Herbst die Pädagogische Prüfung zum Studienassessor für das höhere Lehramt in Musik und Englisch ab. Ab 1946 arbeitete sie als Oberschullehrerin an Schulen in Halle (Saale) und Merseburg sowie ab 1947 als Dozentin für Englisch und Deutsch an der Arbeiter-und-Bauern-Fakultät der Berliner Humboldt-Universität. 1952 begann Hella Brock eine Aspirantur am Institut für Musikerziehung der Martin-Luther-Universität Halle-Wittenberg, wo sie mit einer Dissertation über die Dramaturgie der Schuloper des 20. Jahrhunderts bei Fritz Reuter 1955 zum Dr. paed. promoviert wurde.
1959 wechselte sie als Gründungsdirektorin des Instituts für Musikerziehung an die Ernst-Moritz-Arndt-Universität Greifswald, wo sie die Fächer Methodik des Musikunterrichts, Werkanalyse und Musikgeschichte lehrte. In Greifswald habilitierte sie sich 1960 mit einer durch Fritz Reuter betreuten Arbeit über Inhalt und Funktion des deutschen Schulliederbuches von der Gründung des Deutschen Reiches bis zum Ende des 2. Weltkrieges und wurde 1963 zur Professorin für Theorie und Methodik der Musikerziehung ernannt. 1972 berief sie die Karl-Marx-Universität Leipzig als Professorin an die Sektion Kulturwissenschaften und Germanistik. Brock arbeitete viele Jahre in der Kommission zur Erarbeitung der Studienprogramme für das Fach Musikerziehung in der DDR und leitete diese zeitweise. Zum Ende des Frühjahrssemesters 1980 wurde sie emeritiert.
Von 1967 bis 1971 war sie Mitglied der Volkskammer (5. Wahlperiode) in der Fraktion des Deutschen Kulturbunds.
Hella Brock hat eine Tochter (* 1953) und einen Sohn (* 1955). Auch ihr Bruder Walther Siegmund-Schultze war Musikwissenschaftler. Sie lebte von 2017 bis 2020 in einem Seniorenheim in Dippoldiswalde und verstarb im November 2020.

## Grieg-Forschung

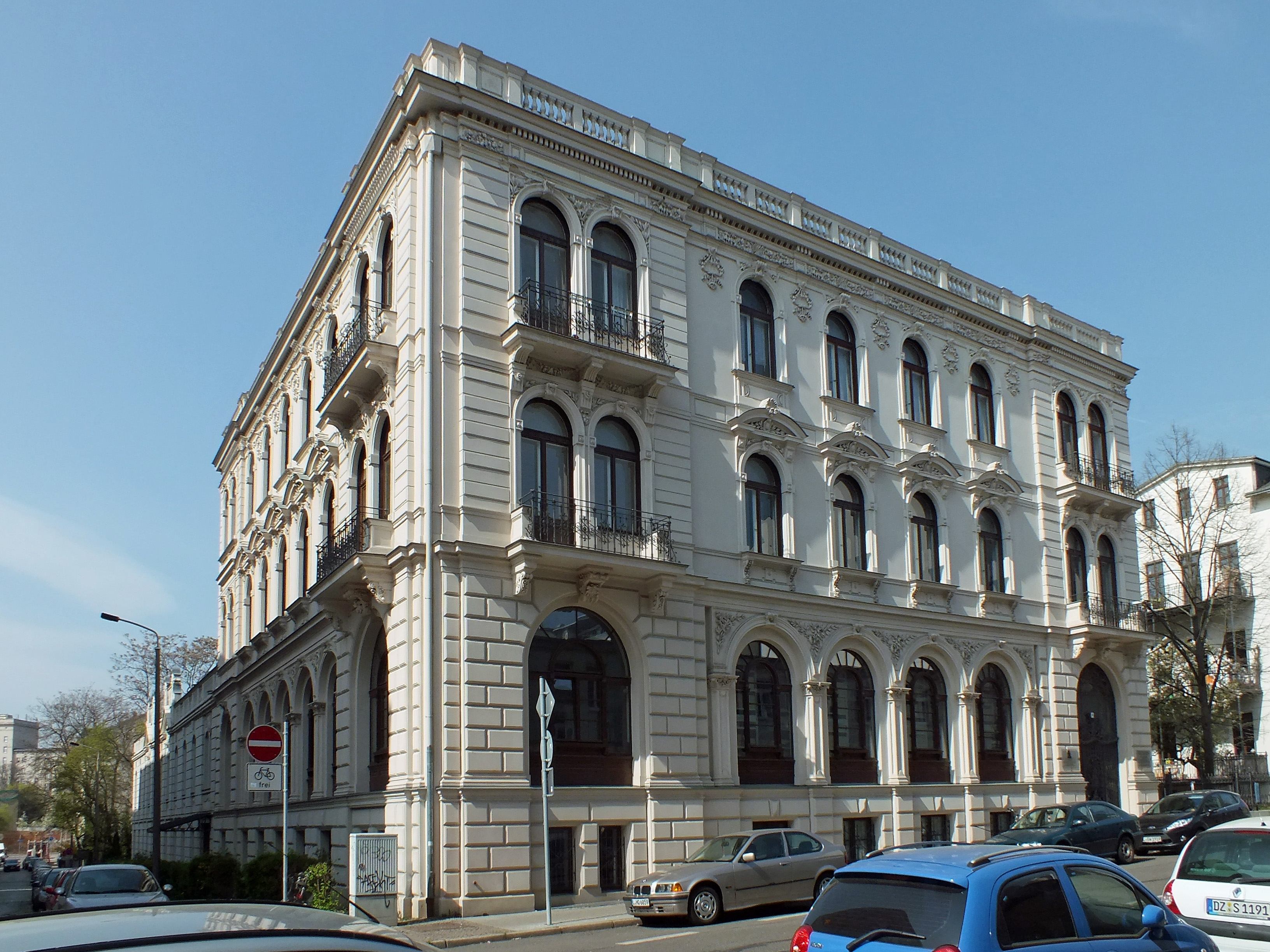
Grieg-Begegnungsstätte in Leipzig

Erstmals mit Edvard Grieg beschäftigte sich Brock in Greifswald, als sie während der Ostseewoche den norwegischen Musikwissenschaftler Olav Gurvin zu einem Vortrag über Grieg einlud. 1985 erhielt sie die Erlaubnis, für Forschungszwecke nach Oslo zu fahren. In den folgenden Jahren vervollständigte sie ihre Kenntnisse in der norwegischen Sprache und arbeitete mit Grieg-Forschern der Norwegischen Akademie der Wissenschaften zusammen. Brock publizierte deutschsprachige Grundlagenwerke zu Grieg.
Hella Brock engagierte sich maßgeblich für den Erhalt der einstigen Wirkungsstätte Edvard Griegs in Leipzig. Im Oktober 1998 gründete sich der Verein Grieg-Begegnungsstätte Leipzig mit dem Ziel, eine Gedenk- und Begegnungsstätte für den Komponisten in dem 1874 von Otto Brückwald für den Musikverlag C. F. Peters erbauten Haus in der Talstraße 10 einzurichten. Brock wurde zur ersten Präsidentin des Vereins gewählt. Durch die Initiative des Vereins konnten die baufälligen Privaträume der Verlegerfamilien Max Abraham und Henri Hinrichsen, in denen Edvard Grieg oft zu Gast war, saniert und 2005 als Grieg-Begegnungsstätte eröffnet werden.
Unter Brocks Leitung führte der Verein 2004 und 2008 zwei Grieg-Konferenzen mit internationaler Beteiligung durch. Aus Altersgründen trat sie 2008 als Präsidentin der Grieg-Begegnungsstätte Leipzig zurück und wurde später zu deren Ehrenpräsidentin gewählt.

## Auszeichnungen
- Medaille für ausgezeichnete Leistungen (1958, 1964)
- Pestalozzi-Medaille für treue Dienste in Bronze (1964)
- Clara-Zetkin-Medaille (1971)
- Ehrenmitglied der Internationalen Edvard-Grieg-Gesellschaft (2009)
- Ehrenpräsidentin des Vereins Grieg-Begegnungsstätte Leipzig (2009)

## Werke
- Musiktheater in der Schule. Eine Dramaturgie der Schuloper. Breitkopf & Härtel, Leipzig 1960.
- Unterrichtshilfen Musik. 7. und 8. Klasse. (zusammen mit Herbert Zimpel), Verlag Volk und Wissen, Berlin 1970.
- Jugendlexikon Musik. (Hrsg. zusammen mit Christoph Kleinschmidt), Bibliographisches Institut, Leipzig 1983.
- Musik hören – Musik erleben. Verlag Volk und Wissen, Berlin 1985.
- Edvard Grieg. Reclam-Verlag, Leipzig 1990, ISBN 3-379-00609-2.
- Edvard Grieg im Musikunterricht. Betrachtungen unter interkulturellen und polyästhetischen Aspekten. Hildegard-Junker-Verlag, Altenmedingen 1995, ISBN 3-928783-39-4.
- Edvard Grieg. Briefwechsel mit dem Musikverlag C. F. Peters 1863–1907. (zusammen mit Finn Benestad), Edition Peters, Frankfurt Main 1997, ISBN 3-87626-010-8.
- Edvard Grieg als Musikschriftsteller. Hildegard-Junker-Verlag, Altenmedingen 1999, ISBN 3-928783-81-5.
- Griegs Musik zu Ibsens Peer Gynt. Bereicherung und Eigenständigkeit. Hildegard-Junker-Verlag, Altenmedingen 2001, ISBN 3-928783-91-2.